# Gabrielle Leithaug
Gabrielle Susanne Solheim Leithaug, född 1985 i Bergen, är en norsk sångare. Hon är mer känd som bara Gabrielle. Hon blev känd år 2009 då hon deltog i den första säsongen av norska The X Factor där hon slutade på sjunde plats. År 2011 släppte hon två singlar som blev framgångsrika, "Ring meg" den 8 april och "Bordet" den 21 oktober. Hennes tredje singel "Inn i deg" släpptes den 13 januari 2012. Hennes fjärde singel "Høster" släpptes den 10 februari 2012. Den 20 april släpptes hennes femte singel "Løkken".
Hennes debutalbum Mildt Sagt släpptes den 24 februari 2012. Albumet nådde en fjärde plats på den norska albumlistan. I samband med att albumet släpptes gjorde hon 22 konserter mellan den 10 februari och den 5 maj.
Singeln "5 fine frøkner" från 2014 fick en stor spridning utanför Norge under senare delen av 2016 när den var med i den norska tv-serien Skam.

## Diskografi

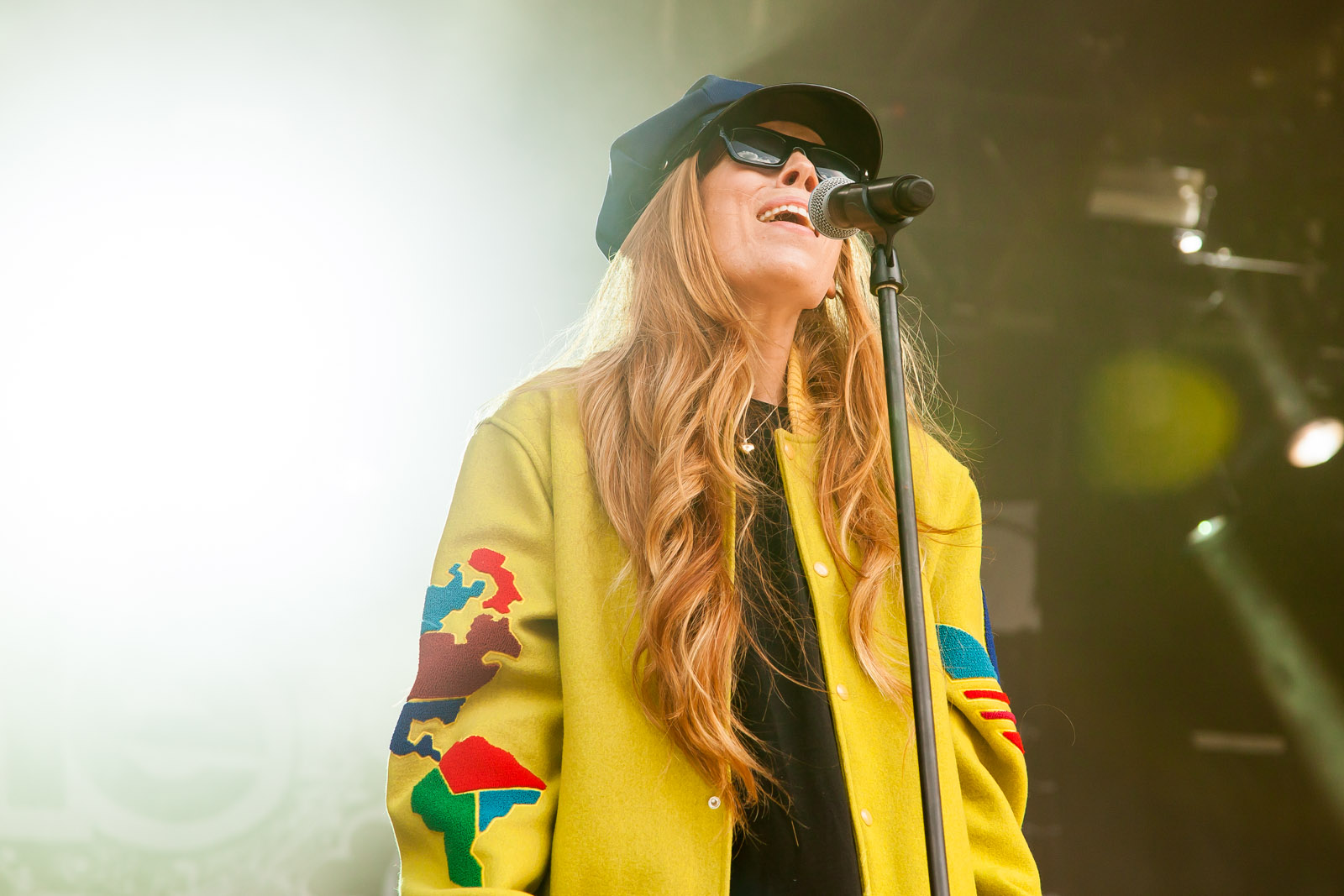
Gabrielle uppträder live på Odderøya 2012.

### Album
| År   | Information                                 | Topplaceringar |
| År   | Information                                 | Norge          |
| ---- | ------------------------------------------- | -------------- |
| 2012 | Mildt Sagt - Släppt: 2 mars 2012            | 4              |
| 2013 | Nattergal – Kap 1 - Släppt: 11 oktober 2013 | 22             |

### Singlar
| År   | Singel                 | Topplaceringar |
| År   | Singel                 | Norge          |
| ---- | ---------------------- | -------------- |
| 2011 | "Ring meg"             | 1              |
| 2011 | "Bordet"               | 7              |
| 2012 | "Inn i deg"            | -              |
| 2012 | "Høster"               | -              |
| 2012 | "Løkken"               | -              |
| 2013 | "Regn Fra Blå Himmel"  | -              |
| 2013 | "#sitterher"           | -              |
| 2013 | "Help Me Lose My Mind" | -              |
| 2014 | "5 Fine Frøkner"       | 7              |
| 2014 | "Ti kniver"            | -              |
| 2015 | "Mer"                  | -              |
| 2015 | "Mellom skyene"        | -              |
| 2017 | "Vekk meg opp"         | -              |

## Filmografi (i urval)
- 2019 – Home for Christmas (TV-serie)